# アカエイ星雲
アカエイ星雲（英: Stingray Nebula）は、既知の最も若い惑星状星雲である(Gry 2002)。さいだん座の方角にある。
カール・ゴードン・ヘナイズは、1967年にアカエイ星雲をAまたはB型のHα線放出星と分類した。1971年にはプレ惑星状星雲だと観測された。1989年にIUEの観測によって惑星状星雲であることが発見された(Parthasarathy et al. 1993) (Gry 2002)。Parthasarathyらは、この出来事によって放出された光は約18,000年を旅して、1975年以降、おそらくは1987年に地球に届いたのだろうと結論付けた(Parthasarathy 2000)。

## 惑星状星雲の核
1995年、惑星状星雲の核が、1987年から1995年の間に3度に渡って消えかかった白色矮星であると観測された。惑星状星雲の核は太陽質量の約0.6倍と推定され、0.3秒離れたところに伴星が観測された。星雲の質量は太陽質量の0.015倍と推定された。
光度は、太陽光度の3000倍と推定されている(Parthasarathy 2000)。